# Енбекши (Рыскуловский район)
Енбекши (каз. Еңбекші) — село в Рыскуловском районе Жамбылской области Казахстана. Административный центр Абайского сельского округа. Находится примерно в 5 км к востоку от районного центра, села Кулан. Код КАТО — 315031100.

## Население
В 1999 году население села составляло 943 человека (458 мужчин и 485 женщин). По данным переписи 2009 года в селе проживало 960 человек (478 мужчин и 482 женщины).